# Rolando Bianchi
Rolando Bianchi (Albano Sant'Alessandro, 15 februari 1983) is een Italiaanse voormalig voetballer die bij voorkeur als aanvaller speelde.
Bianchi stroomde in 2000 door vanuit de jeugdopleiding van Atalanta Bergamo. Daar bleef hij drieënhalf jaar, waarna hij overstapte naar Cagliari. In 2005 verkaste hij naar Reggina. In het seizoen 2006/2007 werd hij met achttien doelpunten vierde op de topscorerslijst van de Serie A en veertiende op de Europese topscorerslijst. Dit leverde hem een transfer op naar Manchester City, dat vijftien miljoen voor hem betaalde. Hij werd verhuurd aan SS Lazio en ging in 2008 naar Torino FC.
Hij verruilde in juli 2013 Torino FC voor Bologna FC 1909. Dat verhuurde hem gedurende het seizoen 2014-2015 aan Atalanta Bergamo, dat daarbij een optie tot koop kreeg. Die werd niet gelicht en hij speelde in het seizoen 2015/16 in Spanje voor Real Mallorca. Medio 2016 ging Bianci voor Perugia waar hij op 26 januari 2017 zijn contract ontbonden werd. Eind februari ging hij voor Pro Vercelli in de Serie B spelen.
Bianchi was Italiaans jeugdinternational.